# Vers l'idéal
Pour plus de détails, voir Fiche technique et Distribution.
Vers l'idéal est un film muet français réalisé par Louis Feuillade et sorti en 1911.

## Fiche technique
- Réalisation et scénario : Louis Feuillade
- Société de production : Société des Établissements L. Gaumont
- Pays : France
- Format : Noir et blanc — 35 mm — 1,33:1 — Muet
- Genre :
- Durée : inconnue
- Date de sortie : 
  - France : 1911

## Distribution
- Alice Tissot